# Maculphrysus thailandicus
Maculphrysus thailandicus là một loài bọ cánh cứng trong họ Attelabidae. Loài này được Legalov miêu tả khoa học năm 2007.